# Hormon sexual
Hormonii sexuali sau  gonadocorticoizi sunt hormoni steroizi care interacționează cu receptorii androgenici și estrogenici ai vertebratelor. Echilibrul între diferențierea celulară și apoptoză (moartea celulară) este reglat de hormonii steroizi sexuali (androgeni, estrogeni și progesteroni) al căror metabolism este alterat în obezitate încât acești hormoni pot favoriza dezvoltarea selectivă a celulelor preneoplazice și neoplazice. Efectele lor sunt mediate prin mecanisme genomice lente, prin intermediul receptorilor nucleari, precum și prin mecanisme nongenomice rapide, prin intermediul receptorilor asociați membranei și al cascadelor de semnalizare.

## Clasificare
În multe contexte, cele două clase principale de hormoni sexuali sunt androgenii și estrogenii, dintre care cei mai importanți derivați umani sunt testosteronul și, respectiv, estradiolul. Alte contexte includ progestogenii ca o a treia clasă de steroizi sexuali, diferită de androgeni și estrogeni. Progesteronul este cel mai important și singurul progestogen uman care apare în mod natural. În general, androgenii sunt considerați hormoni sexuali masculini, deoarece au efecte masculinizante, în timp ce estrogenii și progestogenii sunt considerați hormoni sexuali feminini, deși toți sunt prezenți la ambele sexe, diferind prin concentrația în care se găsesc.
- Progestogeni
- Androgeni
- Estrogeni

## Biosinteză
Hormonii sexuali naturali sunt produși de gonade (ovare sau testicule), de glandele suprarenale sau prin conversie din alți steroizi sexuali în alte țesuturi, cum ar fi ficatul sau grăsimea.
Procesul de biosinteză face parte din calea biochimică a steroidogenezei, pornind de la colesterol:

## Sinteză
Există, de asemenea, mulți steroizi sexuali sintetici. Androgenii sintetici sunt adesea numiți steroizi anabolizanți. Estrogenii și progestativele sintetice sunt utilizate în metodele de contracepție hormonală. Etinilestradiolul este un estrogen semisintetic. Compușii specifici care au o activitate agonistă parțială pentru receptorii de steroizi și, prin urmare, acționează parțial ca hormonii steroizi naturali, sunt utilizați în afecțiuni medicale care necesită tratament cu steroizi într-un tip de celule, dar în care efectele sistemice ale steroidului respectiv în întregul organism sunt de dorit doar în anumite limite.